# Санкт-Йоханн (Вюртемберг)
Санкт-Йоханн (нем. St. Johann) — община в Германии, в земле Баден-Вюртемберг.
Подчиняется административному округу Тюбинген. Входит в состав района Ройтлинген. Население составляет 5154 человека (на 31 декабря 2010 года). Занимает площадь 58,96 км².
Коммуна подразделяется на 6 сельских округов.

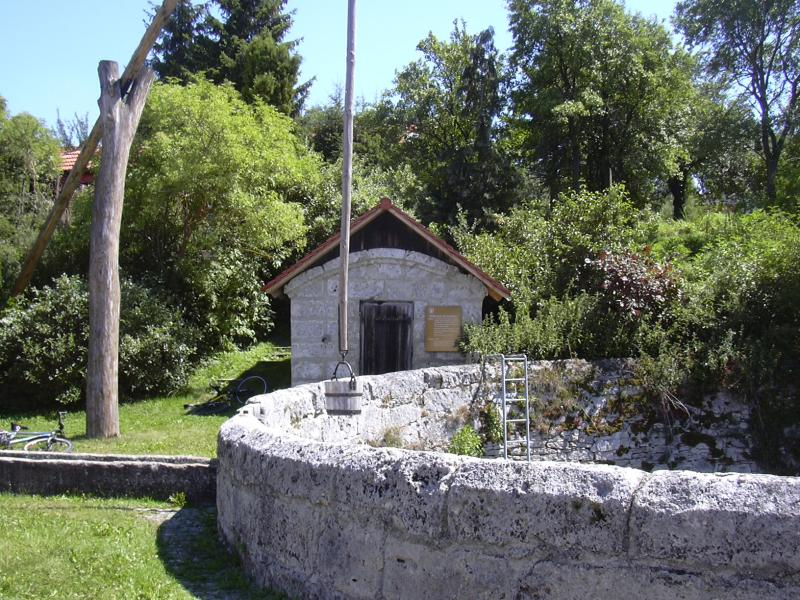
Санкт-Йоханн (Вюртемберг)

## Достопримечательности
- Шталек — руины средневекового замка.